# Königliche Bibliothek zu Stockholm
Die Königliche Bibliothek zu Stockholm (schwedisch Kungliga biblioteket) ist Schwedens Nationalbibliothek. Sie hat die Aufgabe, alle in Schweden veröffentlichten Tondokumente, Bilder und Druckproduktionen zu sammeln und aufzubewahren. Sie ist als Verwaltungsbehörde organisiert und gehört zu den größten Bibliotheken der Erde.
Die Sammlungen der Bibliothek können von jedermann benutzt werden, aber sie ist in erster Linie für Studenten und Forscher gedacht. Objekte, die Teil der schwedischen Sammlung sind, dürfen nicht nach Hause ausgeliehen werden, Bücher und andere Schriften können allerdings in den Lesesälen der Bibliothek studiert werden.

## Die schwedische Sammlung
Die schwedische Sammlung der Bibliothek umfasst knapp 20 Millionen Exemplare. Außer Büchern, enthält sie unter anderem Poster, Bilder, Handschriften und Reklame. Die audiovisuelle Sammlung besteht aus mehr als 7 Millionen Stunden aufgenommenem Material.
Teil der Bibliotheksbestände sind auch Personenarchive, beispielsweise die von Astrid Lindgren, August Strindberg oder Dag Hammarskjöld.

## Die Pflichtexemplare
Laut des geltenden Pflichtexemplargesetzes müssen alle Herausgeber von gedrucktem Material ein so genanntes Pflichtexemplar ihrer Druckerzeugnisse, die in Schweden verbreitet werden, zur Nationalbibliothek und an sechs andere wissenschaftliche Bibliotheken schicken. Die Musik-, Film-, Fernseh- und Radioproduzenten müssen auf dieselbe Art und Weise Kopien an die Bibliothek abgeben. In gewissen Fällen müssen jedoch nur Teile der Sendungen geliefert werden.
Das Gesetz geht auf die Kanzleiordnung von 1661 zurück, die allen Buchdruckern des Landes auferlegte, zwei Exemplare jeder von ihnen gedruckten Schrift an die königliche Kanzlei zu senden. Von diesen wurde ein Exemplar an das Reichsarchiv (Riksarkivet) und das andere an die Kungliga biblioteket weitergereicht. Diese Verordnung diente jedoch eher der Überwachung und möglichen Zensur als Bibliothekszwecken, d. h. Schriftstücke für die Nachwelt zu bewahren.

## Bibliothekarische Zusammenarbeit
Als Behörde hat die Kungliga biblioteket die nationale Verantwortung für die Koordination und Entwicklung der Informationsversorgung im Bereich der höheren Bildung und der Forschung. Unter anderem ist die zentrale Vereinbarung kollektiver Lizenzverträge, um den Zugang zu den verschiedenen Datenbanken zu erleichtern, eine Aufgabe der Kungliga biblioteket.

## Das Gebäude
Das Gebäude der Bibliothek liegt im Park Humlegården im Stadtteil Östermalm im Zentrum von Stockholm.